# Jiří Vlček
Jiří Vlček (Mladá Boleslav, Checoslovaquia, 27 de mayo de 1978) es un deportista italiano de origen checo que compitió en remo.
Ganó siete medallas en el Campeonato Mundial de Remo entre los años 2005 y 2014, y una medalla de oro en el Campeonato Europeo de Remo de 2007.
Participó en los Juegos Olímpicos de Pekín 2008, ocupando el séptimo lugar en la prueba de cuatro sin timonel ligero.

## Palmarés internacional
| Campeonato Mundial | Campeonato Mundial       | Campeonato Mundial | Campeonato Mundial        |
| Año                | Lugar                    | Medalla            | Prueba                    |
| ------------------ | ------------------------ | ------------------ | ------------------------- |
| 2005               | Kaizu (Japón)            | Medalla de oro     | Ocho con timonel ligero   |
| 2006               | Eton (Reino Unido)       | Medalla de oro     | Ocho con timonel ligero   |
| 2007               | Múnich (Alemania)        | Medalla de bronce  | Cuatro sin timonel ligero |
| 2009               | Poznań (Polonia)         | Medalla de oro     | Ocho con timonel ligero   |
| 2011               | Bled (Eslovenia)         | Medalla de plata   | Ocho con timonel ligero   |
| 2012               | Plovdiv (Bulgaria)       | Medalla de plata   | Ocho con timonel ligero   |
| 2014               | Ámsterdam (Países Bajos) | Medalla de plata   | Ocho con timonel ligero   |
| Campeonato Europeo |                          |                    |                           |
| Año                | Lugar                    | Medalla            | Prueba                    |
| 2007               | Poznań (Polonia)         | Medalla de oro     | Cuatro sin timonel ligero |